# Inopeplus nitidus
Inopeplus nitidus es una especie de coleóptero de la familia Salpingidae.

## Distribución geográfica
Habita en la India.